# Shihori
Shihori（1980年9月4日—）是一名出身於愛知縣名古屋市的日本人，是一名職業以及同人的創作歌手。
參加同人活動（A-one等）時使用Shihori的名義，其他場合則使用的名義。本名。
在2007年同時以瀨名的藝名在Lantis作為主要登場，同時繼續使用Shihori的名義活動。2011年以瀨名名義的活動結束，統一使用Shihori作為音樂活動的藝名。

## 簡歷
- 天生左耳有聽力障礙。
- 小一時，已經開始埋頭於歌唱及歌曲創作之中。
- 七歲時，說「我要成為歌手！」，第一次進行作詞、作曲。
- 小學時喜愛貝多芬的音樂，中學、高校時每日也喜歡唱讚美詩和福音歌等歌曲，受當中的「祈念」「母性」等因素影響，奠定以後的音樂風格。
- 青春期時，熱衷於心理學和哲學等領域之上。
- 高中時期曾經想努力要成為女演員，加入學校內的演劇部，後來從演劇部上退出，並真正開始作曲[3]。
- 十七歲時，「為了將愛的訊息傳到世界每一個角落」（愛のメッセージを世の中に伝えるため），立志成為歌手。
- 高中畢業後，獨自前往札幌市，加入錄音公司，但由於經驗、實力不足的關係，最後決定返回名古屋市[3]。
- 2000年時曾入讀大學，入讀半年後休學，再過半年後退學[3]。
- 2001年5月，開始在名古屋市進行演唱活動[3]。
- 2002年時與鋼琴家松本あすか組成團體「しほりとあすか」，2004年解散。
- 2002年至2003年期間，以《パパパパーンの歌》等廣告歌曲，展現了豐富的表現力與歌唱力，引起廣大話題。
- 2006年9月2日，與佐佐木俊之結婚[4]。
- 2007年在網上電影《クレイドル～眠れぬ夜の子守唄～》擔任主題曲歌唱、作詞和作曲，標誌著女演員上的出道；而同年在由SOUND HOLIC的推出二次創作動畫《http://www.sound-holic.com/_c73.html（页面存档备份，存于）》中，擔任角色配音，也標誌著聲優上的出道。
- 2007年同時以瀨名(日文：瀬名)的藝名在Lantis作為主要登場，同時繼續使用Shihori的名義活動。
- 2010年時，為紀念歌手出道10周年，於2月9日在澀谷o-west舉行演唱會。
- 2011年以瀨名名義的活動結束，統一使用Shihori作為音樂活動的藝名。
- 喜歡的音樂家有：路德維希·凡·貝多芬、蘿拉·尼羅、吉田美奈子、菅野洋子等[5]。

### 同人活動
Shihori自06年起參加同人音樂組織SOUND HOLIC，該組織以製作東方Project的二次改編音樂為主，Shihori在該組織內以「KAZE NO KIOKU」「平成河童大系」等歌曲在同人界中成名。直至08年為止參與過數次製作，期間認識了ELEMENTAS、Yassie等作詞、編曲家，三人決定組成另一同人音樂組織「A1」（其後更名為A-One），與SOUND HOLIC分開活動。

## 參與作品
- 藤原妹紅 - TOHO PROJECT SIDE STORY 星の記憶
- 《祝姬》

## 音樂作品

### 專輯
- 『ちいさなこえたちへ』（2001年7月20日）

1. となりの宇宙
2. 傘
3. 夢が終わりを告げた時
4. 愛の言葉
5. 傍にいるんだから

- 『君に響けば』（2001年12月3日）

1. Words of Love
2. Oh,my God
3. 青のメッセージ
4. しあわせパワー
5. 君に響けば
6. アイコトバ

- 『ナミダヲタベテ』（2002年2月28日）

1. Introduction
2. 涙をたべて
3. I'm feeling...
4. ENERGY
5. KEY
6. ２匹と海

- 『２匹と海』（2002年4月27日）

1. となりの宇宙
2. ２匹と海
3. 種まきの季節
4. 君に響けば
5. 涙をたべて
6. 傍にいるんだから
7. LOVE
8. bonus track

- 『月とグランドピアノ』（2002年5月13日）

1. あいらんど
2. ラッキーのうた♪
3. LOVE
4. 月とグランドピアノ
5. ちいさなこえたちへ

- 『ダンサーストリート』（2002年9月18日）

1. ダンサーストリート
2. 種まきの季節
3. しあわせパワー
4. Dear Girl
5. 青のメッセージ

- 『Life like a wild flower』（2006年1月22日）

1. a wild flower...
2. 愛のあいま～aseason～
3. Hero×Heroine
4. 扉を開けて
5. Life
6. 大丈夫
7. Wild flower soul

- Live Album『LiVe like a wild flower』（2006年5月17日）

1. 愛のあいま～a season～
2. もっと
3. Hero×Heroine
4. チューニング
5. 大丈夫
6. 扉を開けて
7. 逆光
8. マシュマロハート
9. Life

- 『From a Piano Woman あいするひと』（2006年12月2日）

1. Days
2. 桜になろう
3. 夕暮れラプソディ
4. 時の砂～雨が止むまで～
5. 逆光
6. あいするひと

- 『Remedy for LOVE』（2009年5月5日）

1. Days
2. 愛のあいま～a season～
3. チューニング
4. スウィート&ビター
5. マシュマロハート
6. Hero×Heroine
7. Home
8. あいするひと

- 『Remedy for LIFE』（2009年5月5日）

1. Life
2. clover
3. シンデレラじゃいられない
4. 花鳥風月
5. 扉を開けて
6. 大丈夫
7. I love me 作戦

- 『花鳥風月』（2009年10月14日）

1. 花鳥風月
2. こもれびのメロディ
3. フォーカス
4. Free Soul
5. Music,give me a Silence

### 廣告歌曲
- パパパパーンの歌
- 花王

- ヘルシアスパークリング

- キシリクリスタル
- 傍にいるんだから
- おろしのたれ
- エイデン
- ナチュラ
- 萬代

- あみりん
- キュアモ
- こなぷんハンバーガーキッチン
- こなぷんクッキングスタジオ

- ドミノピザ
- 遊パチ
- O-net
- オートベル
- ホームロイヤーズ
- めざましごはん
- 宮城環境保全米
- Jelly Girl
- ホッチキス編
- docomo関西

### 協助製作
- ユニバーサル・バニー（シェリル・ノーム starring May'n，2009年11月25日）

01.ユニバーサル・バニー（劇場版超時空要塞F劇中曲） - 作詞、和唱

#### 單曲
- 夢幻（水樹奈奈，2009年10月28日）

03.Dear Dream - 作詞、作曲、和唱
- BRIGHT STREAM（水樹奈奈，2012年8月1日）

03.Sacred Force - 作曲

#### 專輯
- ULTIMATE DIAMOND（水樹奈奈，2009年6月3日）

06. 沈黙の果実 - 作詞、作曲
- アイドルアタック（早見沙織，2009年9月27日）

ナミダイロ（BASQUASH!） - 作曲
- Rouge Adlescence（ELISA，2010年1月20日）

Absolute Perfection - 作曲

### 同人作品
- SOUND HOLIC MEETS TOHO ～東方的幻想四撃蹴～（SOUND HOLIC，2006年8月13日，Comic Market 70）

09. Dive into The Sky (Vocal Mix) - 歌唱
10. Mont Saint Michel et Sa baie (Vocal Mix) - 歌唱
- SOUND HOLIC MEETS TOHO ～東方的夢幻烈歌抄～（SOUND HOLIC，2006年12月31日，C71）

04. 月の系譜 ～ Sorrow of the Moon - 歌唱
05. Legend of symmetry - 歌唱
06.  - 歌唱
11. Shining Of The Moon - 歌唱
12. 悲しみの故に･･ - 歌唱
- SOUND HOLIC MEETS TOHO ～東方的幽々舞踏劇～（SOUND HOLIC，2007年4月29日，M3-2007春）

09. あの空の彼方へ - 歌唱
- SOUND HOLIC MEETS TOHO ～東方的夢天的奏典～（SOUND HOLIC，2007年5月20日，第4回博麗神社例大祭）

07. マジカル☆ダイアル 398 - 歌唱
- SOUND HOLIC MEETS TOHO ～東方的紅蓮烈火弾～（SOUND HOLIC，2007年8月17日，C72）

09.  - 歌唱
10. Psy-Phone - 歌唱
- 風 -KAZE-（SOUND HOLIC，2007年12月31日，C73）

03. KAZE NO KIOKU - 歌唱
09. 平成河童大系 - 歌唱
- SWING HOLIC VOL.1（SWING HOLIC，2008年4月20日，Sunshine Creation 39）

07. 平成河童大系 8bit Jz mix - 歌唱
- 妖 -AYAKASHI-（SOUND HOLIC，2008年5月25日，例大祭5）

07. ネコミミ"舞"は～と - 歌唱
08. シロノセカイ - 歌唱
13. 
- 永 -TOKOSHIE-（SOUND HOLIC，2008年8月16日，C74）

11. LOST MOON - 歌唱
- SCARLET EYES -スカーレットアイズ-（ALiCE'S EMOTiON，2008年8月16日，C74）

02. Vanishing Point - 歌唱
- KARMA SCREEN（A1，2008年10月5日，Sunshine Creation 41）

07. 少女修行中… - 歌唱
08. 激情 - 歌唱、作詞、編曲
- SWING HOLIC VOL.2（SWING HOLIC，2008年10月13日，M3-2008秋）

12. Noisy Jazzy Happy Ensemble - 歌唱
- POLYGON RAIN（A1，2009年3月8日，例大祭6）

01. ToRyan-Se - 歌唱、作詞、編曲
09. OK!KissME! - 歌唱
- 東方聖水祭（Innocent Key，2009年3月8日，例大祭6）

04. Wanna Be My Dream - 歌唱
- POD JACK（A-One，2009年8月15日，C76）

03.  - 歌唱、作詞、編曲
09. PLAY MY GAME (Lady's) - 歌唱
10. 悠久の守人 - 歌唱、作詞、編曲
- 東方サマーバケーション（Innocent Key，2009年8月15日，C76）

11. Summer Vibre - 歌唱
- DYSTOPIA（A-One，2009年12月30日，C77）

09. 冬の帰り道 - 歌唱
10. 幽幻の旅路 - 歌唱、作詞、編曲
11.  - 歌唱、編曲
- 東方Starry-Eyed（Silver Forest，2009年12月30日，C77）

09. 咲かせ☆咲かせ - 歌唱
- Sphere Caliber（ALiCE'S EMOTiON，2009年12月30日，C77）

04. Spectacle - 歌唱
07. Eden - 歌唱
- 東方イノセントキーの本気（Innocent Key，2010年8月15日，C78）

：幻想森精宴  - 歌唱

## 演唱會
- PIANOカプセル→les.28（2007年11月2日）
- 新春艶姿'08 Special3day（2008年1月5日）
- 流れる街に光灯される今 over.1（2008年2月3日）
- 流れる街に光灯される今 over.2（2008年3月29日）
- 流れる街に光灯される今 over.3（2008年7月20日）
- DOXY NATURE AXIS　vol.1（2009年2月27日）
- コントレールファミリーライブ〜想いを飛行機雲に乗せて〜（2009年3月15日）
- Dreams　move love for All parson in名古屋　〜いつかを今に〜（2009年8月7日）
- 和楽～ここ美なでしこ夏の宴～（2009年8月22日）
- しほりソロライブ〜そのままの君が好き〜（2009年11月10日）
- しほりソロライブ〜やっぱり！そのままの君が好き〜（2010年2月9日，預告影片（页面存档备份，存于））

## 註解
1. ↑  . onlinemusic. 2002-07-13  [2009-12-22]. （原始内容存档于2007-10-28） （日语）.
2. ↑  . Shihori. 2009-11-10  [2009-12-22]. （原始内容存档于2009-08-14） （日语）.
3. 1 2 3 4 5  . welcomeback. 2002-07-13  [2009-12-23]. （原始内容存档于2004-10-19） （日语）.
4. ↑  . ジョージ. 2006-09-07  [2009-12-23]. （原始内容存档于2016-03-04） （日语）.
5. ↑  . Shihori. 2009-12-20  [2009-12-22]. （原始内容存档于2009-10-08） （日语）.
6. ↑  . A-One. 2009-08-07  [2009-12-22]. （原始内容存档于2016-03-04） （日语）.

## 外部連結
- Shihori OFFICIAL WEBSITE ／ しほり オフィシャルサイト（公式網頁）
- Shihori Lovely Days（页面存档备份，存于）（個人網誌）
- A-One（页面存档备份，存于）
- jp:瀬名 (シンガーソングライター)（页面存档备份，存于）